# Lilioceris faldermanni
Lilioceris faldermanni es una especie de insecto coleóptero de la familia Chrysomelidae.
Fue descrita científicamente en 1829 por Guérin-Méneville.